# 北京大学六一八事件
北京大学六一八事件是文化大革命初期北京大学的学生批斗事件，发生于1966年6月18日。当日北京大学学生绕过文革工作组，对40多位党团干部、教师和学生展开批斗，后被文革工作组制止。事发后，刘少奇称赞工作组处理批斗现象的经验，引发全国效仿；然而毛泽东对文革受到工作组的压制表示不满。此事件最终导致文革工作组的废除。

## 过程
1966年6月18日，北京大学一些学生趁文革工作组集中开会的间隙，展开批斗活动。化学系、生物系、东语系、西语系、中文系、无线电系等单位都有人员参加。被批斗者有40多人，包括党团干部、教师和学生。
批斗者在39楼（一说38楼）外墙上贴了“斗鬼台”大字标语，将人抓来批斗，其中把墨汁倒在被斗者的脸上，将装便纸的铁丝篓戴在被斗人头上，进行罚跪、扭打。
不同文献指出，斗争中出现了游街、抹黑脸、戴高帽、撕破衣服、罚跪、扭打以及侮辱妇女等情况。还有人被用钉子钉穿膝盖骨、用竹签刺进十指指甲缝、用钳子钳断手指骨、装进麻袋从楼梯上往下踢、吊在天花板上逼供等。
得知此事后，北大文革工作组出动加以制止。组长张承先当晚向全校发表广播讲话，称避开工作组乱批乱斗的作法有害于革命，是“背着工作组捣鬼，企图借此赶走工作组”。同时，关闭校门进行整顿。
工作组向中央提交反映这一事件的简报，其中指出：这起事件本身就是一场复杂的阶级斗争，“主要是坏人有意捣乱，还有可能是有组织、有计划的阴谋活动”，对革命运动有害。要求严防坏人破坏，号召学生“不要上阶级敌人的当”。同时，工作组还呼吁左派组织起来，维护无产阶级的革命秩序。又规定斗争什么人必须经过工作组批准。

## 影响

### 中央批转简报
中共中央于6月20日批转了简报。刘少奇在批语中称赞工作组处理乱斗现象的方法是“正确的、及时的”，“各单位如果发生这种现象，都可以参照北大的办法处理。”19日，刘少奇让夫人王光美前往清华大学，作为顾问观察动态，反映情况，帮助指导运动。
不少地方党委效仿北大工作组的办法。这种处理方法在一定程度上控制了乱批斗现象，稍微克服了混乱局面，也得到了群众的支持，但加剧了与造反派的对立。造反派认为工作组实施的是修正主义路线，压制了革命造反精神。在江青、康生等人的支持下，发生了学生轰赶工作组的事件，且越来越多，在6月中下旬达到顶峰。为了坚持工作，一部分工作组采取“排除干扰”的措施，对一些带头造反、轰赶工作组的人的人进行批斗，加以“反党分子”“假左派”“右派学生”等罪名。对于这些措施，党内外赞成和反对的意见兼有，江青、康生等人批评这类行为是“镇压群众”“白色恐怖”“反对革命”。

### 废除文革工作组
7月18日，毛泽东在畅游长江后，从武汉回到北京，听取了江青、康生、陈伯达的情况报告。毛泽东不满于北京的文革过于冷清，学生运动受到压制。7月24日上午，毛泽东召集中央常委和中央文革小组成员开会，批评刘少奇和邓小平，并决定撤销工作组。
7月25日，毛泽东接见中央文革小组成员和在京的各大区第一书记时说：“要由革命师生自己搞革命，成立革命委员会。”他批评工作组“一不会斗，二不会改，起坏作用，阻碍运动”。又说“要允许群众通天”，认为“不准包围报馆，不准包围省委，不准包围国务院，不准到中央来”的规定会“阻碍群众革命”。26日，中央政治局常委扩大会议决定撤销工作组。27日，中央文革小组起草了撤销工作组的决定。28日，在毛泽东指示下，北京市委发布《关于撤销各大专院校工作组的决定》，其中说明此决定“也适用于中等学校”，并在29日在人民大会堂召开的会议上宣布。全国各地工作组相继撤销。
8月5日，在毛泽东的指示下，中央下发文件宣布，此前批转的六一八事件简报是错误的，正式决定撤销该文件。这也成为了刘少奇的一条罪状。
文革工作组撤销后，文化大革命不再受其领导，全国性的“乱批乱斗”就此开始。